# Laëtitia Tonazzi
Laëtitia Françoise Andree Tonazzi (Créteil, 31 de enero de 1981) es una futbolista francesa que juega como delantera en el Montpellier HSC.
Tonazzi ha jugado en la 1ª división francesa con el VGA Saint-Maur (1995-01), el FCF Juvisy (2001-12), el Olympique Lyon (2012-14) y el Montpellier HSC (2014-act.). Fue la máxima goleadora de la liga en la 2007-08 (29 goles) y la 2010-11 (33 goles). 
Con la selección francesa fue convocada para el Mundial 2003 y la Eurocopa 2009.